# Cédrik Chagot
Cédrik Chagot, né le 12 février 1976 à Orléans, est un footballeur français.

## Carrière
Cédrik Chagot intègre l'effectif professionnel du Louhans-Cuiseaux Football Club lors de la saison 1995-1996. Il devient un titulaire régulier à partir de la saison 1997-1998 et passe trois saisons comme un membre important de la défense. Il remporte notamment le championnat de National en 1998-1999 et participe grandement à la remontée du club en Division 2.
En 2000, il s'engage avec l'AS Cannes, qu'il quitte une année après son arrivée, le club étant relégué en fin de saison. Chagot passe ensuite une année de transition à l'USF Le Puy, avant de rebondir en National avec le Valenciennes Football Club, restant dans cette équipe pendant deux saisons.
Il rejoint le Saint-Pryvé Saint-Hilaire Football Club, avec qui il décroche la promotion en CFA 2 en 2005. Il met un terme à sa carrière professionnelle en 2007 et s'implique ensuite dans le football amateur.

## Palmarès
- Champion de France de National en 1999 avec Louhans-Cuiseaux FC.